# Лемишка, Наталья Васильевна
Наталья Васильевна Лемешка  (род. 25 февраля 1962 года, с. Наконечное Первое Яворивского района Львовской области Украины) — украинская певица (колоратурное сопрано). Жена Народного артиста Украины (2011), профессора Ярослава Лемешки. Народная артистка Украины (2015).

## Биография
Наталья Васильевна Лемешка родилась 25 февраля 1962 года в селе Наконечное Первое Яворивского района Львовской области Украины. Окончила музыкальное училище в городе Дрогобыч Львовской области (1983, класс бандуры). В 1989 году окончила Киевскую консерваторию (ныне Национальная музыкальная академия Украины имени П. И. Чайковского; класс музыкальной комедии и камерного пения Зои Христич). Голос: колоратурное сопрано.
С 1989 года работает артисткой Тернопольского академического областного драматического театра им. Т. Г. Шевченко.
В разное время исполнила партии:
- Оксана («Запорожец за Дунаем» Семена Гулака-Артемовского);
- Розалинда («Летучая мышь» Иоганна Штрауса);
- Ксения («Гуцулка Ксения» Ярослава Барнича);
- Мисс Долли («Любовь по-американски» В. Колло);
- Арсена, Розалинда («Цыганский барон», «Летучая мышь» И. Штраусса) и др.

В концертном репертуаре певицы:
- Арии из опер Джузеппе Верди, Гаэтано Доницетти, Джакомо Пуччини, Михаила Глинки, Николая Римского-Корсакова ;
- Романсы Николая Лысенко, Марка Кропивницкого, Кирилла Стеценко, Анатолия Кос-Анатольского, Франца Шуберта и других;
- Украинские народные песни.

## Награды и звания
- Заслуженная артистка Украины (19.02.2002)[1].
- Народная артистка Украины (22.01.2015)[2][3].